# Carl Ferdinand Braun
Karl Ferdinand Braun (Fulda, 6 giugno 1850 – New York, 20 aprile 1918) è stato un fisico tedesco.
Nel 1909 gli fu assegnato il Premio Nobel per la fisica assieme a Guglielmo Marconi con la seguente motivazione:

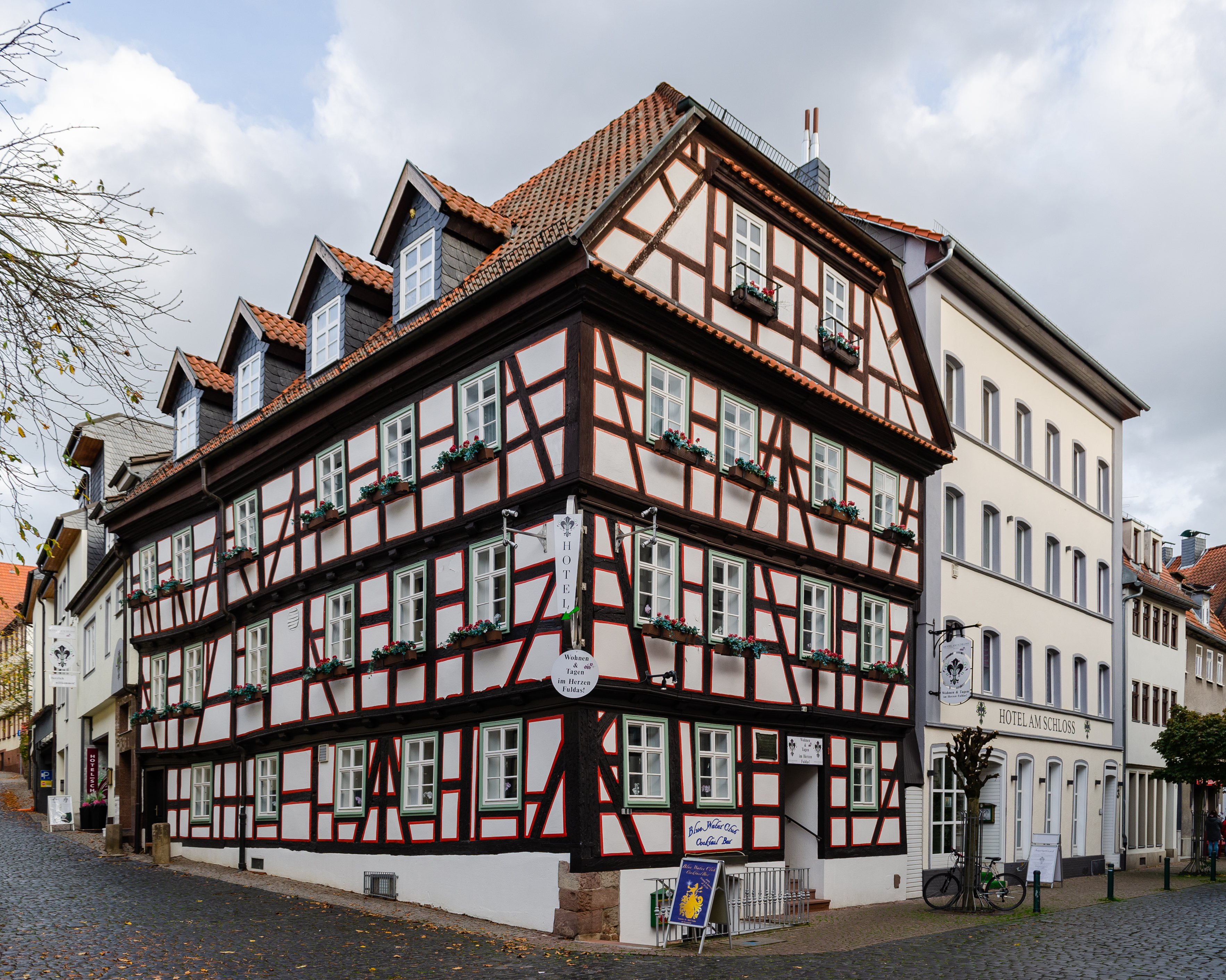
La casa natale di Karl Ferdinand Braun a Fulda

## Biografia
Braun studia all'Università di Marburgo ed all'Università di Berlino, dove si laurea nel 1872; In seguito, diventa direttore dell'Istituto di Fisica e professore di fisica a Strasburgo (1895). 
Nel 1897, contemporaneamente all'appartenente al Regno Unito Sir J.J.Thomson, che vinse il premio Nobel nel 1906 per le ricerche sulla conducibilità elettrica nei gas, costruisce una valvola con fascio elettronico completamente contenuto nel suo involucro (chiamato anche tubo di Braun o Braunsche Röhre), che sarà alla base dei cinescopi televisivi.
Negli anni successivi si dedicò allo studio della telegrafia senza fili che nel 1909 gli valse il Premio Nobel, condiviso con Guglielmo Marconi. All'inizio della prima guerra mondiale Braun si recò negli Stati Uniti (prima che questi entrassero in guerra), come testimone per la difesa in una causa riguardante una rivendicazione di brevetto da parte della Marconi Corporation contro la stazione wireless di Telefunken a Sayville (New York). Dopo che gli Stati Uniti entrarono in guerra, Braun fu arrestato ma poté muoversi liberamente all'interno di Brooklyn (New York). Braun morì nella sua casa di Brooklyn prima della fine della guerra, nel 1918.